# Высокочастотный разряд
Высокочастотный разряд — вид газового разряда, возникающий в присутствии высокочастотного электромагнитного поля.

## Физические принципы разряда
Основой высокочастотных разрядов является процесс ударной ионизации молекул и атомов газа электронами, ускоренными в высокочастотном электромагнитном поле. Этот процесс сопровождается диффузией электронов из области, где локализовано поле, а также процессами их рекомбинации с ионами или «прилипания» к нейтральным молекулам и атомам. При этом обычно процессы на ограничивающих разрядную область поверхностях менее существенны, чем в случае электростатических разрядов.
В высокочастотных разрядах электроны обычно имеют сложную функцию распределения по энергиям, существенно отличающуюся от равновесной максвелловской.
В общем случае при увеличении плотности (давления) газа и частоты излучения для зажигания разряда требуются всё бо́льшие интенсивности.
Для высокочастотных разрядов характерно явление гистерезиса: гашение разряда происходит при меньшей величине высокочастотного поля, чем зажигание. Наблюдается также гистерезис и по частоте поля.

## Виды высокочастотных разрядов
Различают высокочастотные разряды в присутствии электродов в разрядной области и в отсутствие их. В последнем случае разряд носит название безэлектродного. В газах высокого (близкого к атмосферному) давления высокочастотный разряд, возникающий между двумя электродами, носит название высокочастотной короны. При достаточно больших мощностях он переходит в высокочастотную дугу. При удалении одного из электродов возможно наблюдение так называемого факельного разряда. При низких давлениях высокочастотный разряд по своим свойствам близок к режиму положительного столба тлеющему разряду в постоянном поле.
Высокочастотные разряды, наблюдающиеся при фокусировке в газах электромагнитного излучения сверхвысокочастотного (СВЧ) или оптического диапазонов, носят название соответственно СВЧ- или оптического разрядов и имеют ряд особенностей.

## Применение
Высокочастотные разряды нашли широкое применение в большом количестве приложений. В частности, они используются в качестве источников плазмы в ионных ускорителях, источников света в спектральном анализе, источников активной среды в мощных газовых лазерах, в плазмохимии для исследования химических реакций в газах, в управляемом термоядерном синтезе и т. д.